# 穆加尔多斯
穆加尔多斯，是西班牙加利西亚自治区拉科鲁尼亚省的一个市镇。总面积12.8km², 总人口5,303人（2017年），人口密度414人/km²。

## 人口
| 穆加尔多斯历史人口变化图                                   |
|                                                            |
| 来源：西班牙国家统计局（1900-1991年，实际人口）（2000年-） |

## 政治
- 备注：[5]
  - 加利西亚人民党（PP）
  - 加利西亚联合左翼-SON（EU-SON）地方政党
  - 穆加尔多斯公民倡议（Iniciativa Cidadá de Mugardos）（ICM）地方民族主义政党
  - 加利西亚民族主义集团（BNG）
  - 加利西亚工人社会党（PSdeG-PSOE）

## 图集

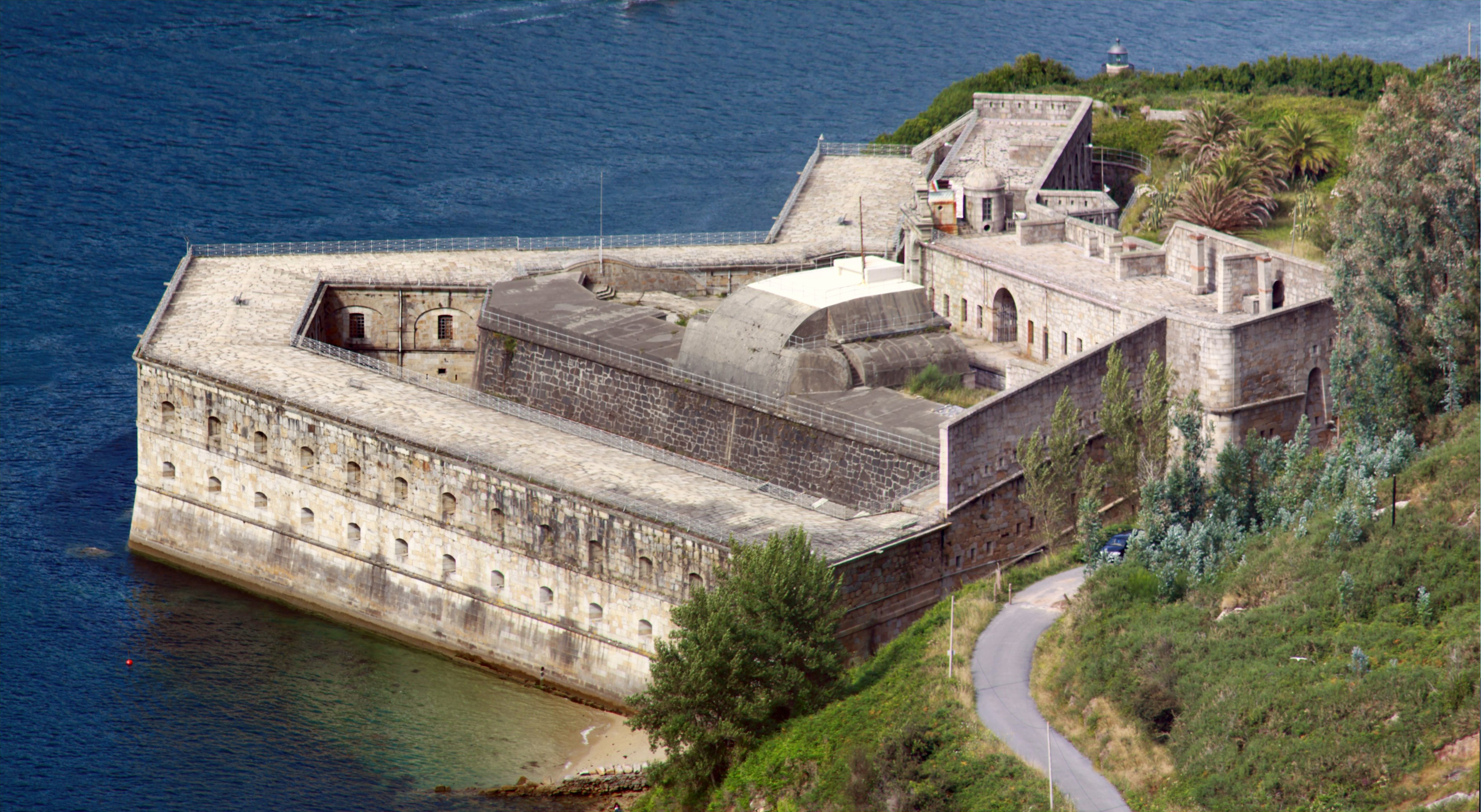
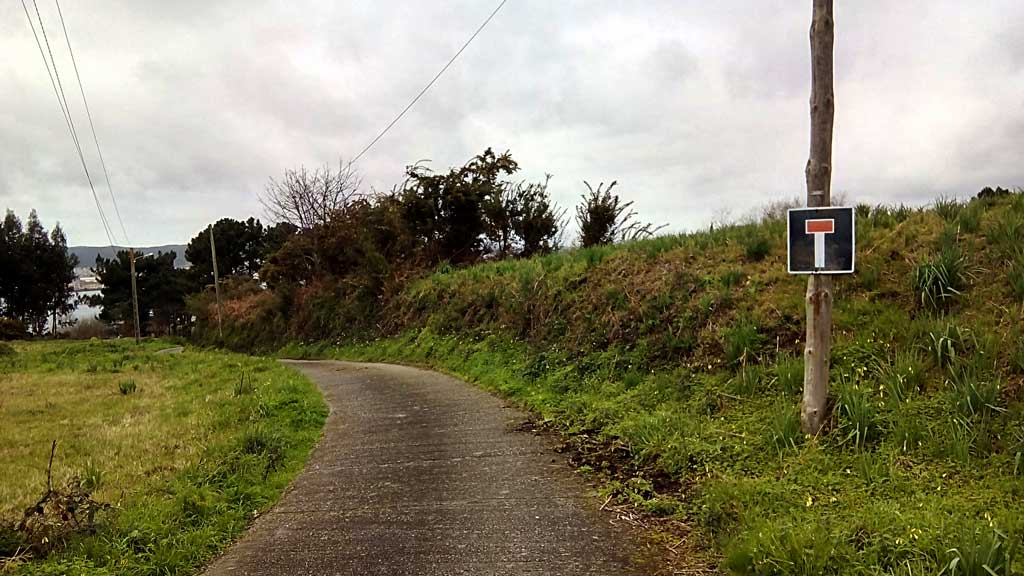
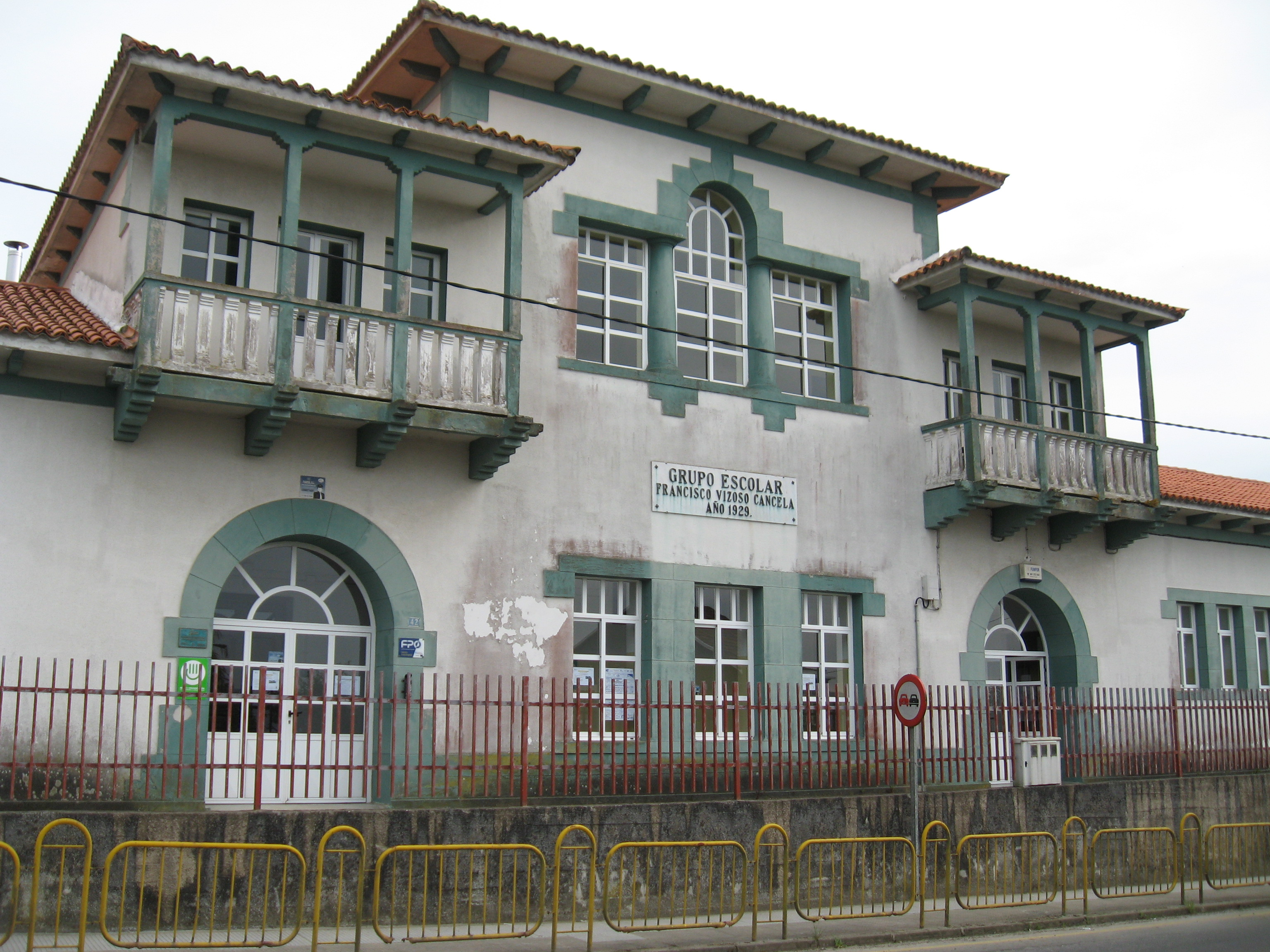
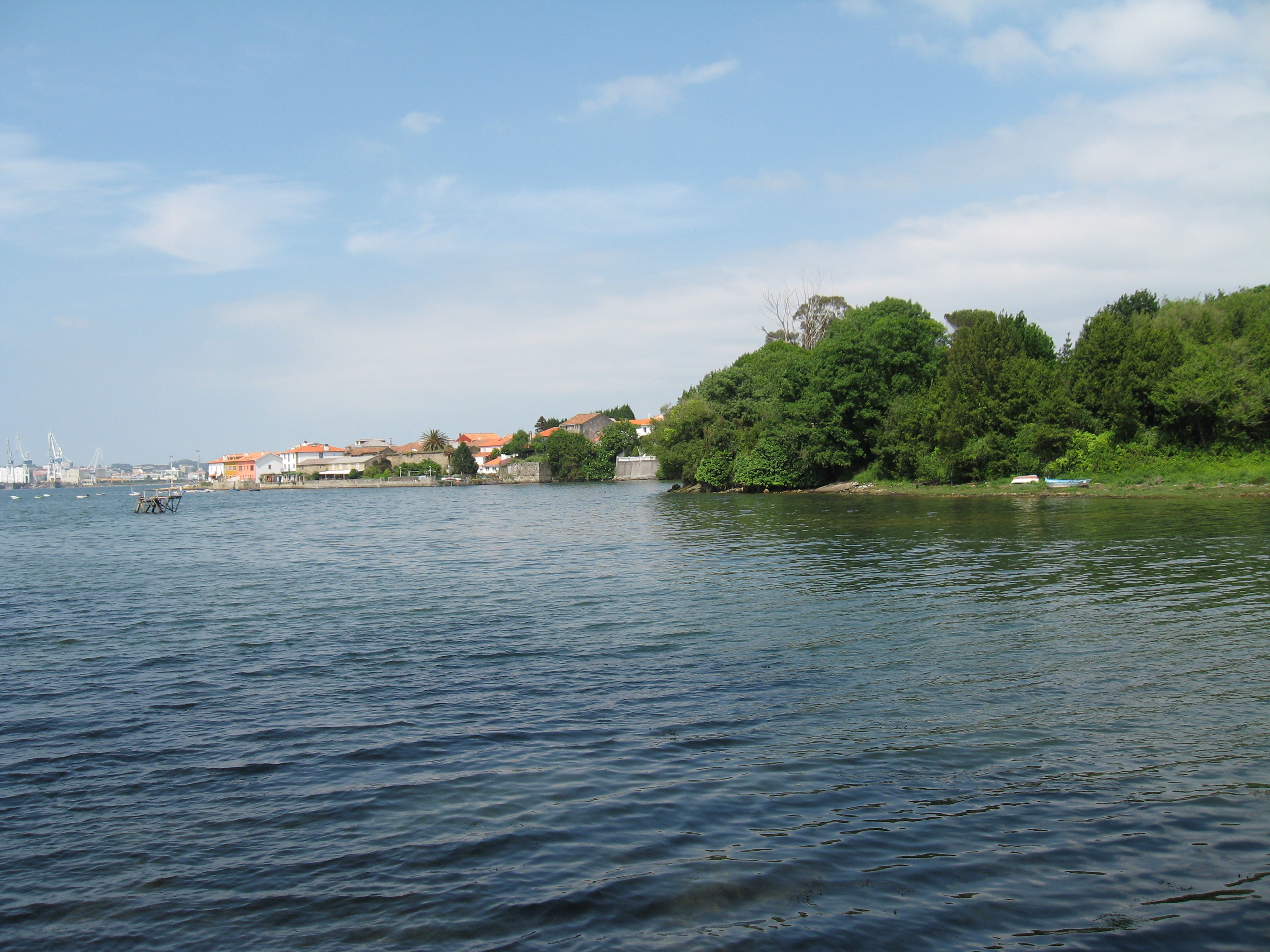
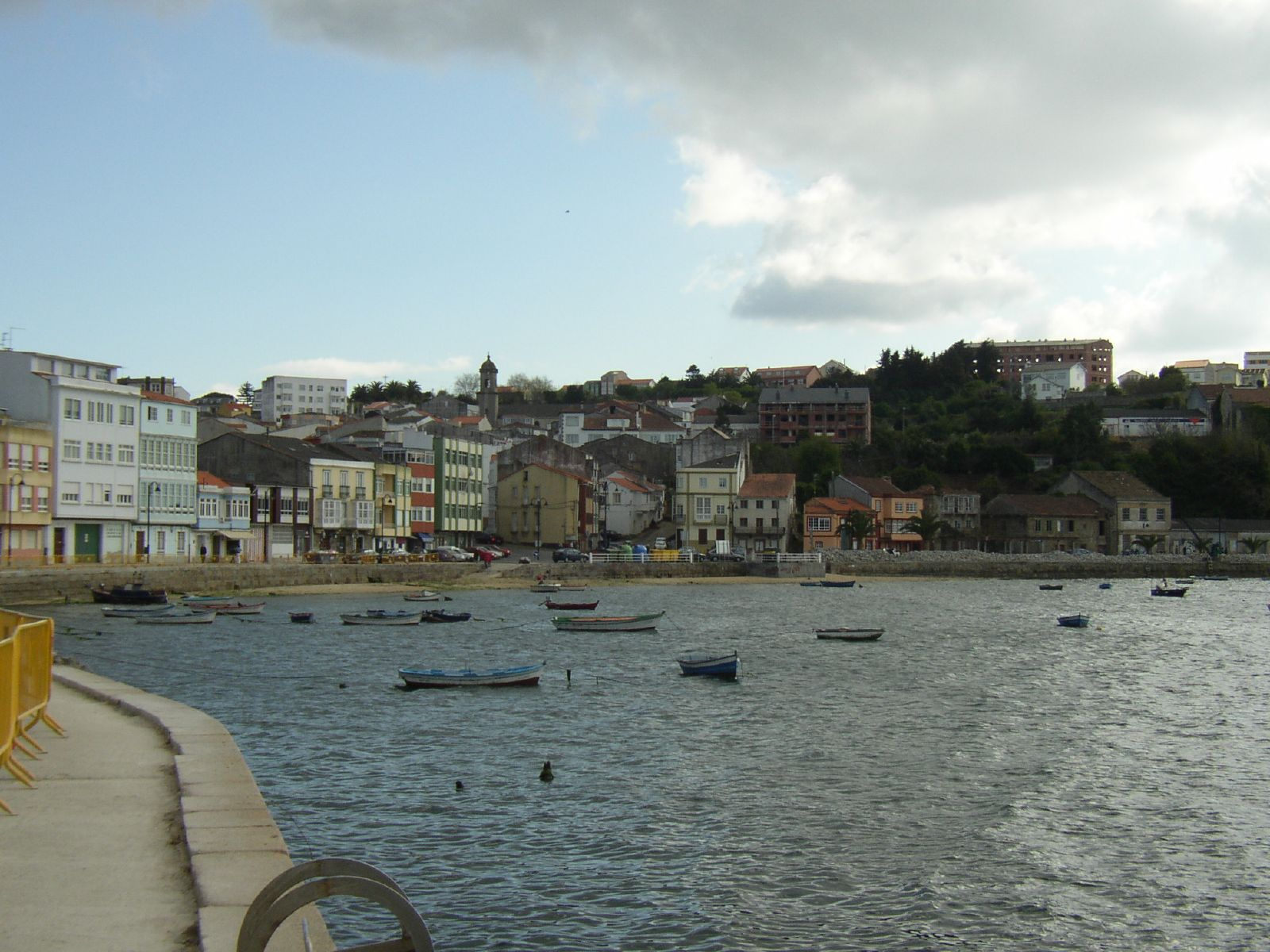